# Koli Arce
Mario Cecilio Arce (Santiago del Estero; 19 de enero de 1954 - Buenos Aires; 29 de mayo de 2005), conocido artísticamente como Koli Arce, fue un cantante y compositor argentino de guaracha y cumbia. Fue integrante y voz principal del Quinteto Imperial, desde 1975 hasta 2005.

## Biografía
Criado en Santiago del Estero, pasó su infancia y adolescencia allí, antes de enfocarse en la música trabajó en empresas como Agua y Energía Eléctrica, fue empleado público y también empleado en mercados de su ciudad.

## Carrera musical
En 1970 creó el grupo musical La Arboleda con el que incursionó en la música haciendo presentaciones los fines de semanas en eventos musicales. Con La Arboleda grabó en 1973 su primer disco bajo el sello discográfico Dipasón. Un tiempo después hizo modificaciones para cambiar de grupo y se formó el Quinteto Imperial, con el que lanzaría su primer disco en 1975. Ese año lanzaron dos long plays, Yo tenía una morena y Toda mi vida será para ti, respectivamente.
Arce disponía de mucha disciplina a la hora de grabar, por lo que grababa un disco a principios de año y un disco a finales de año. Esto se cumplió desde la década del 70 hasta finales de los años 90'. Junto al Quinteto Imperial cosechó éxitos en una larga trayectoria obteniendo 25 discos de oro y 14 de platino en certificación de ventas discográficas, logrando más de 20 mil actuaciones en vivo en todas las provincias de su país. Además vendió más de 12 millones de discos solamente en Argentina.
Entre sus grandes éxitos se encuentran "Ay Lunita Santiagueña", "Mujer endemoniada", "Al Señor de Mailin", "Baila Bordeando la Pista","Cuando Hay Amor",  "Punto Final", "Aquí la Tienes", "Déjala Volver",:"Atracción Fatal",  "Que hacemos que hacemos", "Silencio por Favor", "Gracias por tu Amor",  todos estos compuestos con Rodolfo Garavagno, autor y compositor de Buenos Aires, y también el tema "Doble Vida,  compueesto junto a Rafa Ledesma, entre.otros.

## Fallecimiento
Koli Arce falleció a los 51 años de edad cuando se encontraba internado en el Sanatorio Güemes por una infección en una herida tras caerse de un caballo que le provocó una septicemia, esto se agravó ya que padecía de diabetes.

## Vida personal
Arce tuvo cuatro hijos, Marito, Manuel, María Cecilia y María Belén. Tras su deceso hubo procesos judiciales por la herencia de lo recaudado por el Quinteto Imperial.

## Discografía
Arce junto al Quinteto Imperial grabó una gran cantidad de álbumes de estudios distribuidos en CDs y long plays, sin embargo, no se dispone de su totalidad por la falta de información.

### Álbumes de estudio
- Yo tenía una morena (1975)
- Toda mi vida será para ti (1975)
- Carnaval con el Quintero Imperial (1977)
- Quinteto Imperial Volumen II (1977)

- Viva el ritmo tropical (1978)
- A Pedido Volumen II (1980)
- Bienvenidos, esta noche habrá parranda (1980)
- Corazón apresurado (1980)
- Te la cuento che (1980)
- Fiesta tropical con el Quinteto Imperial (1981)
- El Super Disco Tropical Volumen III (1981)
- Alegría Alegría (1982)
- Mi lindo Tucumán (1982)
- Para ti es mi canción (1983)
- A nuestros hermanos (1986)
- El super platino del Quinteto Imperial (1986)
- Incomparable (1986)
- El viaje del Quinteto Imperial (1987)
- La magia del Quinteto Imperial (1987)
- Por todo el Camino (1988)
- El Quinteto del año (1989)
- Fiesta de invierno (1989)
- A mi Santiago querido (1990)
- El Pasito Imperial (1990)
- Bien Imperial (1991)
- Sonar de campanas (1991)
- La niña de las bailantas (1992)
- Bienvenidos al Club (1993)
- Con ritmo de tumbadora (1994)
- Éste canto mío (1994)
- Quinteto Imperial (1994)
- Bienvenidos Con El Carnaval (1995)
- Destino de un soñador (1996)
- Por una nueva Navidad (1997)
- Canto con el corazón (1998)
- Volumen I Serie Arco Iris (1998)
- Más allá del tiempo (1999)
- Silencio por favor (2000)

- Yo canto y soy feliz (2001)
- Gracias mi Señor (2002)
- Al mundo quiero cantar (2003)
- La magia no se detiene (2004)

### LPs
- Quinteto Imperial LP (1983)
- Quinteto Imperial LP 2 (1983)
- Quinteto Imperial LP 3 (1984)
- Quinteto Imperial LP 4 (1985)

### Álbumes en vivo
- Recital En Vivo (1996)
- Koli... Vivo (2007)

### Álbumes como compositor
- Ven que yo te espero (1987)

### Álbumes recopilatorios

#### En vida
- Fiesta de enganchados (1993)
- Grandes Éxitos (1994)
- Discografía completa Vol. 1 (2001)
- Discografía completa Vol. 2 (2001)
- Discografía completa Vol. 3 (2003)
- Discografía completa, Vol. 4 (2004)

#### Póstumo
- 20 Éxitos Originales (2012)
- Antología Imperial (Vol. 1) (2020)
- Antología Imperial (Vol. 2) (2021)
- Antología Imperial (Vol. 3) (2021)
- Antología Imperial (Vol. 4) (2021)
- Antología Imperial (Vol. 5) (2021)
- Antología Imperial (Vol. 6) (2021)
- Antología Imperial (Vol. 7) (2021)
- Antología Imperial (Vol. 8) (2021)
- Antología Imperial (Vol. 9) (2021)
- Antología Imperial (Vol. 10) (2021)
- Antología Imperial (Vol. 11) (2021)
- Antología Imperial (Vol. 12) (2021)
- Antología Imperial (Vol. 13) (2021)
- Antología Imperial (Vol. 14) (2021)